# Outarde passarage
Sypheotides indicus
Genre
Espèce
Synonymes
- Eupodotis indica

Statut de conservation UICN

 CR A2bcd+3bcd+4bcd : 
En danger critique
Statut CITES
L'Outarde passarage (Sypheotides indicus) est une espèce d'oiseaux de la famille des Otididae, l'unique représentante du genre Sypheotides.

## Répartition
Cet oiseau peuple le sous-continent indien.

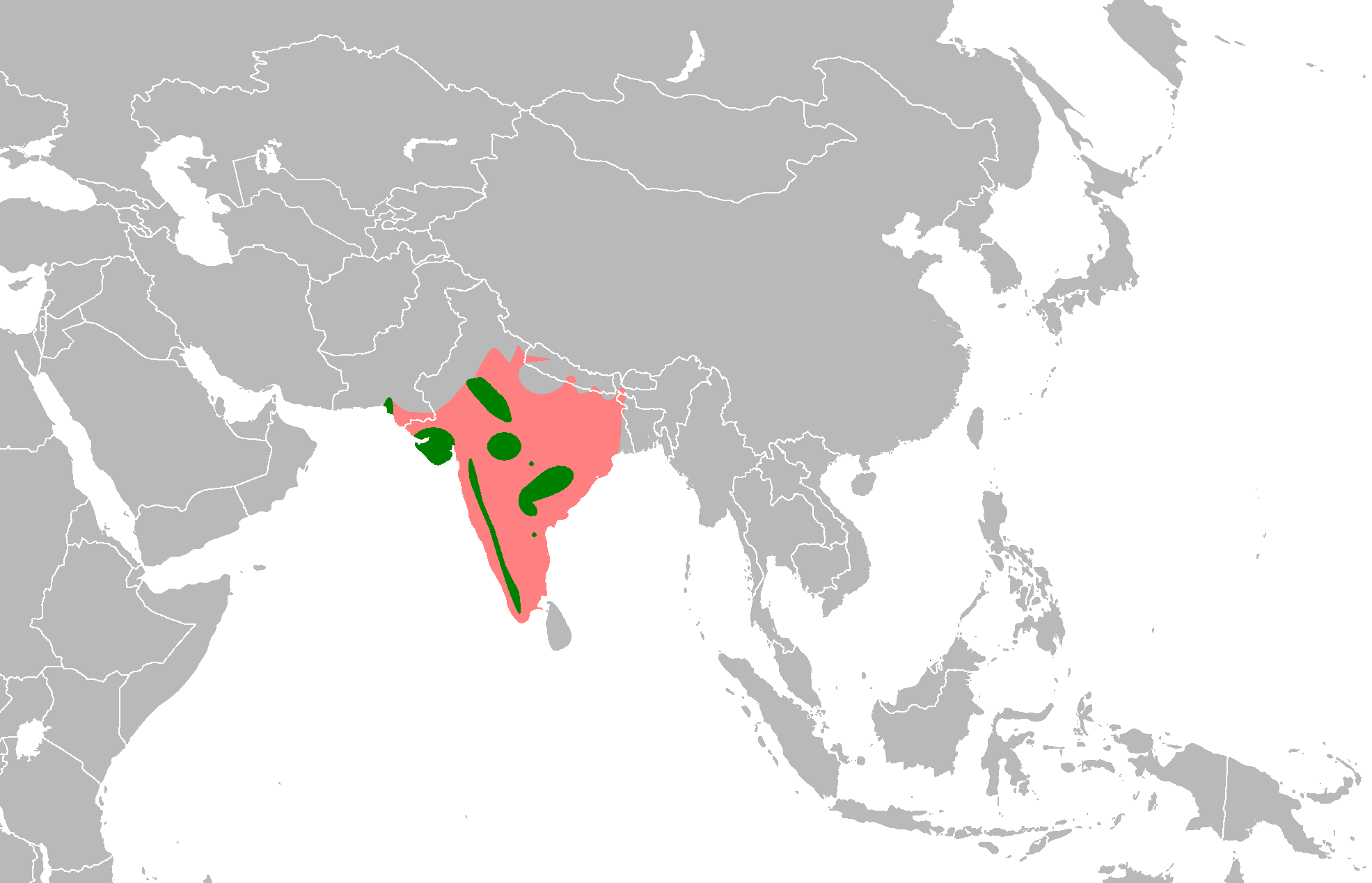
Aire de répartition de l'outarde passarage

## Menaces
Le déclin de l'espèce est lié à la perte de son habitat due à la conversion des prairies naturelles en terres agricoles, au surpâturage ainsi qu'au changement climatique (perturbations dans le régimes des précipitations).

Elle est également menacée par la présence de chiens sauvages et par la collecte de ses œufs.